# Seitevare
De Seitevare, Lule-Samisch: Siejdevárre, is een berg in Zweden. De berg ligt in de gemeente Jokkmokk, is een uitloper van het Scandinavisch Hoogland, ligt aan de zuidpunt van het Tjaktjajaure en ligt op de route Jokkmokk – Kuorpak, een tentenkamp van de Samen. De Waterkrachtcentrale Seitevare is naar de berg genoemd.